# 咖啡酰酒石酸
单咖啡酰酒石酸或称为咖啡酰酒石酸是一种非黄酮类酚化合物。
它存在于葡萄汁中，并影响白葡萄酒的颜色。
它是一种酯化酚酸，由咖啡酸（一种由植物产生的羟基肉桂酸）和酒石酸（葡萄浆果中的主要有机酸）组成。 因此，所有葡萄汁和葡萄酒中都含有酒石酸。
在酒精发酵和苹果酸乳酸发酵过程中，酯会被酶水解，释放出这两种成分。 咖啡酸很容易被化学氧化，随后涉及咖啡酸的氧化还原反应会导致葡萄酒褐变随着时间的推移而褐变，一些白葡萄酒在装瓶后会呈现稻草金色。
除了葡萄酒，它还大量存在于葡萄干中。 它还存在于菊苣中，是松果菊（东方紫锥花）的生物活性成分之一。
喂养大鼠时，咖啡酰酒石酸具有良好的生物利用率。 在大鼠血浆中检测到完整的反式咖啡酰酒石酸及其O-甲基化衍生物反式阿魏酰酒石酸。

## 酒中
葡萄反应产物（2-S 谷硫酰基咖啡酰酒石酸）是一种由酒石酸生成的氧化化合物，存在于葡萄酒中。 在葡萄多酚氧化酶（PPO）存在的情况下，锦葵素-3-O-葡萄糖苷本身不会被氧化，而在葡萄PPO 粗提取物和酒石酸存在的情况下，它会被降解，形成花青素-酒石酸加合物。